# Stefano Landi
Stefano Landi, také Steffano Landi (26. února 1587 Řím – 28. října 1639 Řím) byl italský zpěvák, dirigent a hudební skladatel.
Podle záznamů nastoupil jako soprán na Collegio Germanico-Ungarico v Římě v roce 1595, když mu bylo osm let. Italský skladatel Asprilio Pacelli (1570–1640) byl pravděpodobně jeho spolužák nebo učitel.
Poté, co Landi již v roce 1599 získal své první zakázky, začal v roce 1602 studovat hudbu na Seminario Romana. V záznamech tohoto semináře je v roce 1607 zmíněn jako skladatel a dirigent pastorálního karnevalu. V roce 1611 se objevuje jako varhaník a zpěvák a roku 1614 získal pozici kapelníka v kostele Santa Maria della Consolazione v Římě. Italský skladatel Agostino Agazzari (1578–1640), působící v Seminario Romana, byl pravděpodobně jeho učitelem.
V roce 1618 se Landi přestěhoval do severní Itálie, kde v Benátkách vydal pětihlasý madrigal; zřejmě byl povolán do Padovy jako kapelník. Tam začal skládat svou první operu La morte d'Orfeo. Pravděpodobně byla součástí svatební oslavy. Landiho zkušenosti z Padovy a Benátek byly pro vývoj jeho skladatelského stylu zásadní. Od té doby byl v úzkém kontaktu se skladateli benátské školy, kteří nebyli v tradicionalistickém Římě příliš oblíbení.

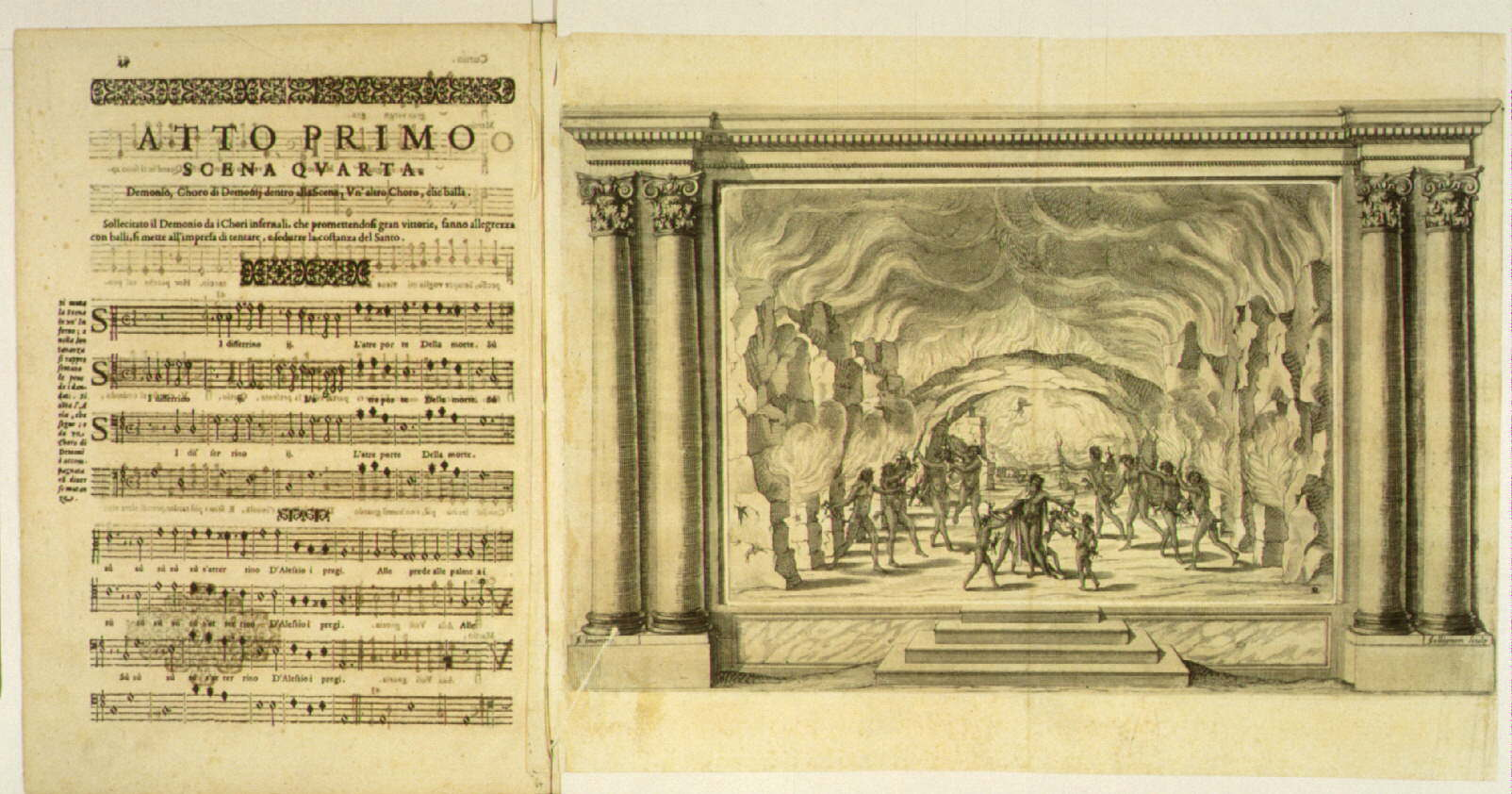
Část zápisu opery Il Sant'Alessio a dobový návrh scény

V roce 1620 se Landi vrátil do Říma, kde strávil zbytek života. Mezi jeho patrony patřila rodina Borgheseů, kardinál Mořic Savojský (1593–1657) a papež Urban VIII. Pro rodinu Barberiniů, své nejdůležitější mecenáše, napsal v roce 1631 své nejslavnější dílo, operu Il Sant'Alessio. V těch letech byl zvlášť aktivní, psal různé mše, árie a responsoria, hlavně v raně barokním konzervativním stylu skladatele Palestriny, který byl považován za vzor tehdejší duchovní hudby.
Landi je považován za jednoho z nejdůležitějších hudebníků první poloviny 17. století a měl značný vliv na vývoj kantáty a římské opery.
V roce 1636 se jeho zdraví dramaticky zhoršilo. Zemřel v Římě 28. října 1639 a byl pohřben v kostele Santa Maria ve Vallicelle.